# Ghinda
Ghinda es una localidad de Eritrea,en la región de Semenawi Keyih Bahri.

## Demografía
Según estimación 2010 contaba con 14323 habitantes.